# Castillo de Alcaine
El castillo de Alcaine (referido hasta el siglo XIX como castillo de Arcayna, Archayne, Arcayne o Arcaine) es un castillo construido en el siglo XI que se encuentra en Alcaine (Aragón, España). Es un Bien catalogado del patrimonio cultural aragonés con referencia 1/INM/TER/026/011/003, además de la declaración genérica de todos los castillos de España como Bien de Interés Cultural según la ley 16/1985 de protección del Patrimonio Histórico Español.

## Historia
Se desconoce la fecha exacta de la fortificación, proponiéndose un origen musulmán al ser el río Martín una ruta ya descrita en la historia cidiana. La presencia de tapial en la construcción es otro motivo para dicha datación.
Alcaine consta por primera vez en manos cristianas en 1204, si bien el castillo no es mencionado explícitamente hasta el testamento de Blasco de Alagón de 1234. Este lo legó a su cuñado Pedro de Sesé a cambio de que este pagara deudas, si bien dentro de las herencias de la casa de Alagón volvería parcialmente a manos de Blasco II de Alagón en 1272. El periodo es conocido por los actos de bandolerismo de Blasco, que llevaron a Jaime II de Aragón a sitiarle en el castillo de Alcaine en 1293.
El acuerdo de rendición incluyó la entrega de la fortaleza de Alcaine a la corona, que designó al Justicia Juan López de Sesé como alcaide de la fortaleza. Un poco más adelante consta la alcaidía vitalicia de Blasco Aznárez de Borau, en pago a los servicios de este caballero a la corona durante la conquista aragonesa de Cerdeña. Pese al carácter vitalicio, Blasco Aznárez fue cesado, iniciando un proceso de reclamación de una indemnización que siguieron sus herederos. Para el siglo XIV Bernardo de Marcén era el alcaide vitalicio de Alcaine si bien también aparece mencionado un alcaide no vitalicio de nombre Tristán de Torrecilla.
El castillo cobró importancia durante la guerra de los Dos Pedros cuando en 1350 Pedro el Ceremonioso mandó custodiar en la fortaleza la moneda acuñada en la ceca de Zaragoza. El periodo de uso del castillo como tesoro, que se prolongó hasta 1353, ha dado lugar a múltiples leyendas locales.
Consta posteriormente en manos de Antón de Luna, tras cuya fallida revuelta en favor del conde de Urgel pasó a Berenguer de Bardají, partidario del vencedor Fernando I de Aragón en 1417. Como propiedad privada fue pasando sucesivamente a los Bermúdez de Castro y posteriormente los Rebolledo de Palafox.
Durante la guerra de la Independencia española fue ocupado por los franceses. De finales del siglo XIX se conservan documentos locales que mencionan diversas leyendas e historias populares que se habían conservado en la localidad. De nuevo durante la guerra civil española fue usado como base por el ejército republicano.
En el siglo XXI se acometió la restauración de una de las torres.

## Descripción
El castillo es en realidad un complejo de múltiples torres sobre una altura que domina la localidad. Cinco torres forman un complejo en una cresta con una torre adicional en una cresta vecina. El sistema estaría complementado con torres exteriores, de las que se han llegado a identificar hasta cuatro adicionales circundando la población con una undécima torre apodada el Alcázar en un desfiladero próximo.
Las torres que circundan la localidad ofrecen apoyo mutuo y cobertura de las esquinas, usando los riscos naturales y lienzos de muralla para formar un perímetro defensivo para la localidad. Se especula igualmente con que una cueva natural habría sido usado como almacén y granero para la fortificación.